# Ivan Vladimirovič Palibin
Ivan Vladimirovič Palibin (rusky Иван Владимирович Палибин, 9. dubna 1872, Tbilisi – 30. září 1949, Petrohrad) byl ruský botanik a paleobotanik.

## Život
Od roku 1895 pracoval a studoval v petrohradské botanické zahradě. V 1906 odešel do Švýcarska a zapsal se na univerzitě v Ženevě, kterou dokončil v roce 1910 .
Vrátit se do Ruska a do roku 1915 pracoval v Petrohradské botanické zahradě. V letech 1916 až 1922 byl ředitelem botanické zahrady Batumi. V roce 1923 opět přijel do Leningradu. V letech 1929 až 1932 vedl Leningradskou botanickou zahradu a muzeum. V roce 1932 zde organizoval oddělení paleobotaniky, které vedl až do své smrti.
Kromě paleobotaniky se zajímal o moderní flóru dřevin. Účastnil se expedic ve východní Asii, na Kavkazu, v Zabajkalsku a v Kazachstánu.

## Rostliny pojmenované po I. V. Palibinovi
- †Palibinia Korovin, 1932
- †Palibiniopteris Pryn., 1956
- Astragalus palibinii Polozhij, 1955
- Krascheninikovia palibiniana Takeda, 1913
- Leontopodium palibinianum Beauverd, 1913